# Мельникова, Тамара Михайловна
Тамара Михайловна Мельникова (род. 15 ноября 1940, Ярмолинцы, Хмельницкая область, Украинская ССР) — советский и российский музейный работник, педагог, литературовед. Заслуженный работник культуры РСФСР. Лауреат Государственной премии Российской Федерации (2015).

## Биография
Родилась 15 ноября 1940 года в с. Ярмолинцы, Хмельницкая область, Украинская ССР, СССР.
В 1962 году окончила историко-филологический факультет Пензенского педагогического института имени В. Г. Белинского. С 1962 г. — учитель русского языка в Крутцовской восьмилетней школе Колышлейского района Пензенской области. С 1968 года работает в музее-усадьбе М. Ю. Лермонтова на должности старшего научного сотрудника, вскоре была переведена на должность главного хранителя, затем — на должность заместителя директора по научной работе.

### Во главе Лермонтовского музея-заповедника «Тарханы»
С 1978 по 2023 год являлась директором Государственного Лермонтовского музея-заповедника «Тарханы». С 2023 года — президентом музея-заповедника.

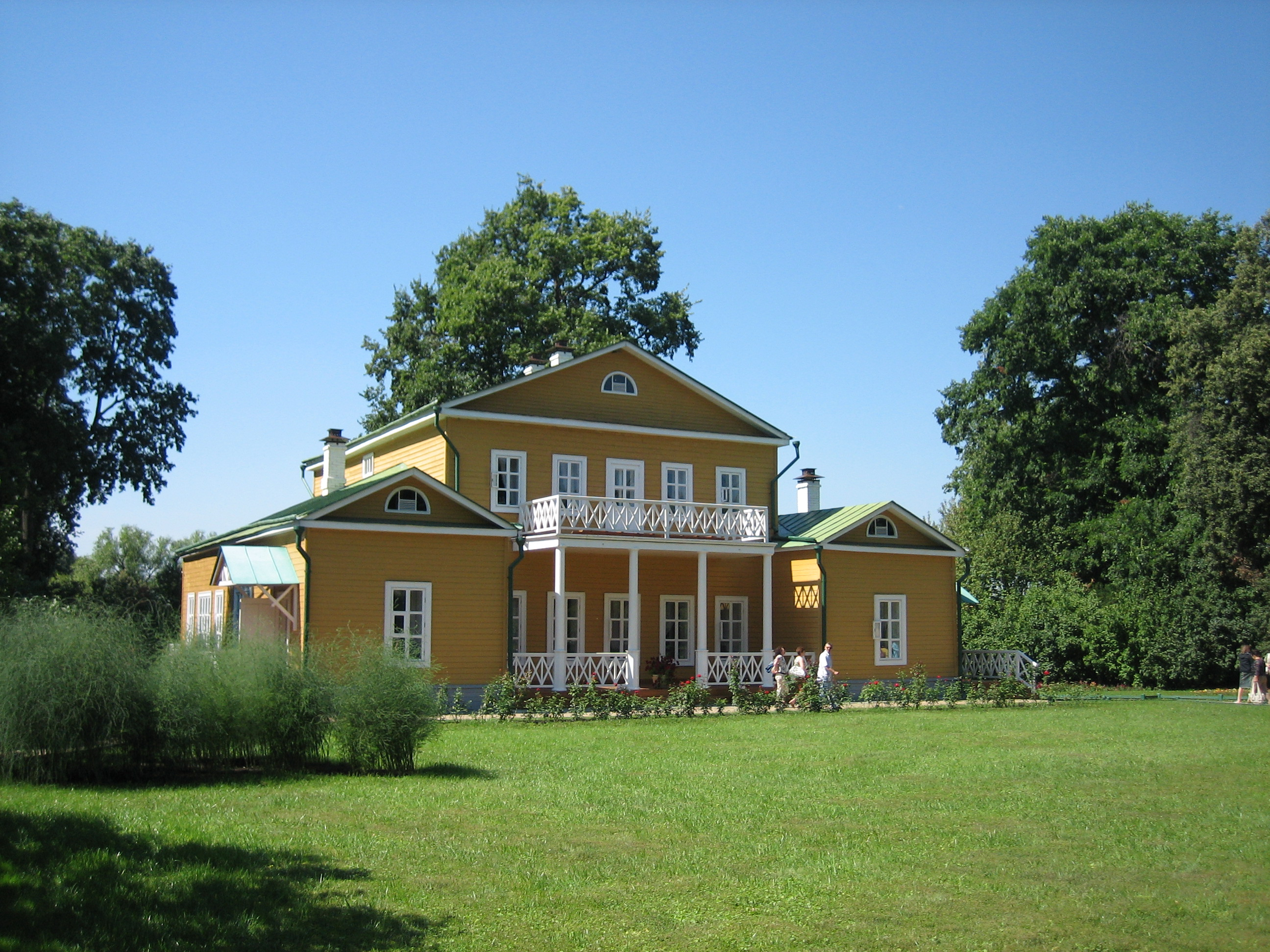
Государственный музей-заповедник «Тарханы»

Вела комплектовании фондов (около 6 тыс. ед.), реставрацию часовни на могиле М. Ю. Лермонтова (1978—1994), церкви Марии Египетской и Михаила Архистратига (1983—1985), дома-музея (1990—1997) и т. д. Участвовала в организации музея А. И. Куприна в Наровчате, создании мемориальной экспозиции музея В. Г. Белинского, реставрации музея А. Н. Радищева.
Впервые в России в 1990-х гг. инициировала и организовала комплекс мероприятий по воссозданию на территории музея-заповедника «Тарханы» функционирующих хозяйств, компонентов дворянской усадьбы XIX в. (очистка и зарыбление прудов, ремонт садов, восстановление пасеки, сенокосных угодий и др.).
С 1998 по 2000 год под её руководством проведена капитальная реставрация барского дома с восстановлением его внутренней архитектуры.
Является автором публикаций по проблемам музееведения, лермонтоведения, краеведения в областной и российской печати, каталога фондов.

## Награды и звания

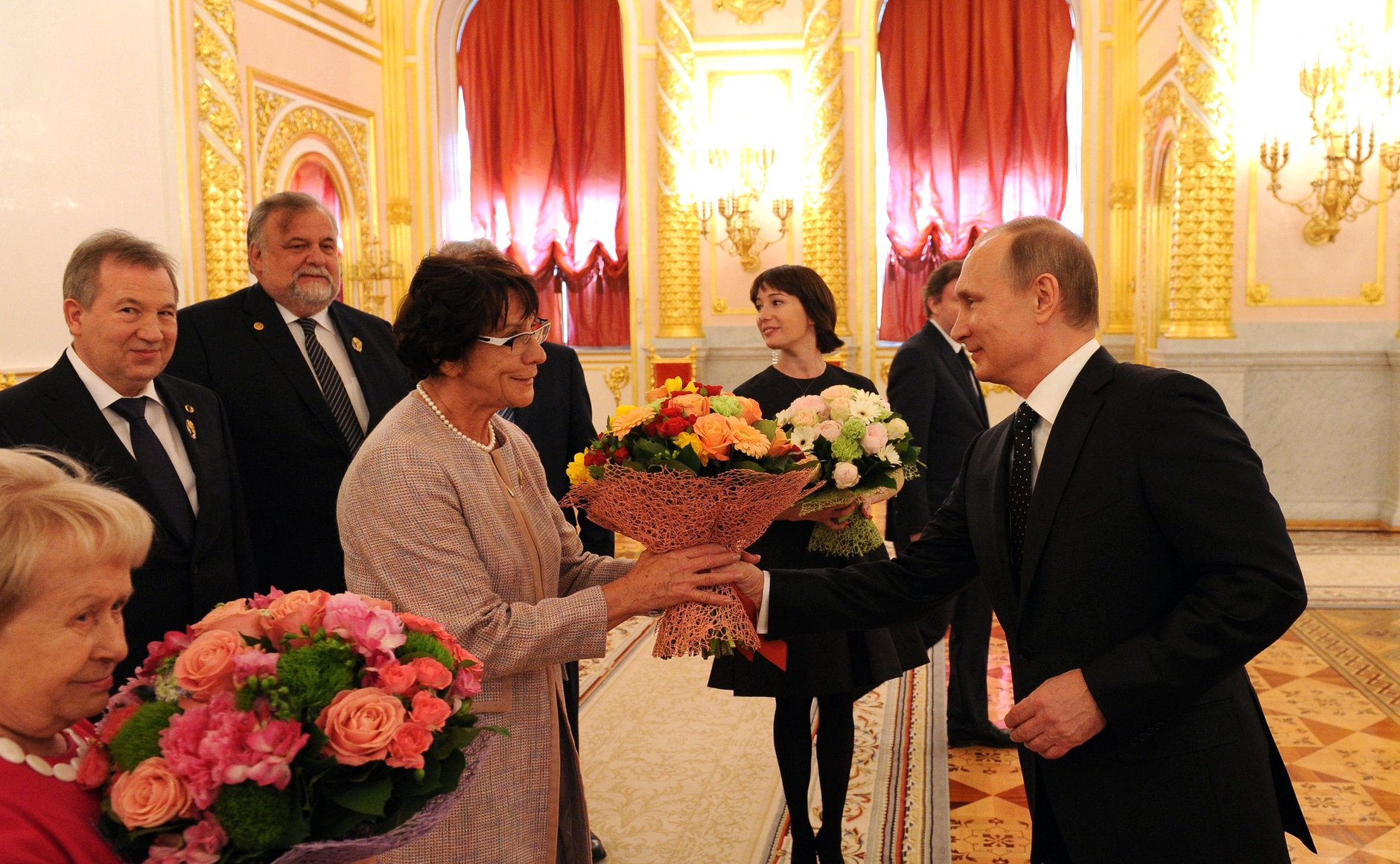
На церемонии вручения Государственных премий Российской Федерации за 2014 год,
12 июня 2015 года

- Орден Александра Невского (7 декабря 2020 года) — за большой вклад в развитие отечественной культуры и искусства, многолетнюю плодотворную деятельность[3].
- Орден Почёта (11 марта 2008 года) — за большие заслуги в развитии отечественной культуры и искусства, многолетнюю плодотворную деятельность[4].
- Орден Дружбы народов (1980).
- Заслуженный работник культуры РСФСР (1 декабря 1986 года) — за заслуги в  области советской культуры и многолетнюю плодотворную работу[5].
- Государственная премия Российской Федерации в области литературы и искусства 2014 года (8 июня 2016 года) — за комплексное восстановление музея-заповедника «Тарханы», возрождение традиций усадебной культуры, популяризацию творческого наследия М. Ю. Лермонтова[6].
- Премия Правительства Российской Федерации в области культуры (24 декабря 2008 года) — за проект по комплексному воссозданию и музеефикации заповедной зоны музея-заповедника «Тарханы»[7].
- Почётная грамота Президиума Верховного совета Российской Федерации (28 июля 1993 года) — за большой личный вклад в развитие музейного дела, активную общественную деятельность[8].
- Золотая медаль ВДНХ (1982).
- Почётный гражданин Пензенской области (27 мая 2016 года)[9].
- Нагрудный знак РФ «За вклад в российскую культуру» (2013 год, Министерство культуры Российской Федерации)[10]

## Сочинения
- «И дышит непонятная святая прелесть в них». Пенза, 1995.
- Музей-заповедник «Тарханы». Путеводитель. Саратов, 1996 (в соавторстве).